# ستانلي روس
السير ستانلي روس (بالإنجليزية: Stanley Rous)، من مواليد 25 أبريل 1895 وتوفي في 18 يوليو 1986، وهو حكم إنجليزي سابق، وقد كان لاعب كرة قدم هاوي سابق، وكان يلعب في مركز حارس المرمى، وقد أدار 36 مباراة دولية بصفته حكم.
و بعد اعتزاله لكرة القدم، أصبح عضوا في الإتحاد الإنجليزي لكرة القدم بين عامي 1934 و1962، وأصبح رئيسا للإتحاد الدولي لكرة القدم بين عامي 1961 و1974، وقد استقال من رئاسة الاتحاد الدولي لكرة القدم في 11 يونيو 1971، وقد أصبح الرئيس الفخري للفيفا.
و قد قام روس بعمل كبير، حيث أعاد كتابة قوانين اللعبة في عام 1938، وجعلها أسهل لكي تفهم.

## روابط خارجية
- ستانلي روس على موقع أوليمبيديا (الإنجليزية)